# Zebrasoma flavescens

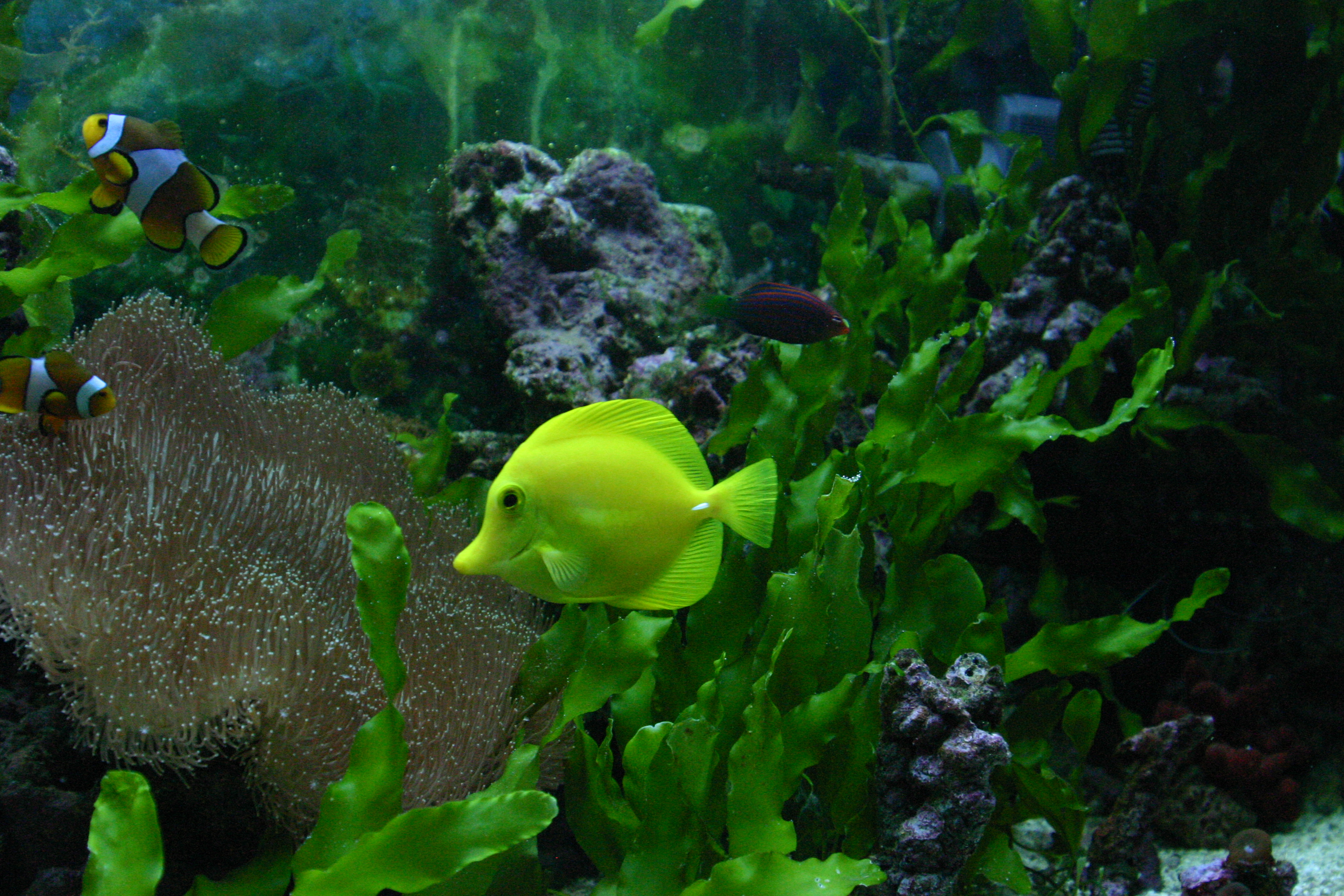
Zebrasoma flavescens entre Caulerpa prolifera en acuario de arrecife.

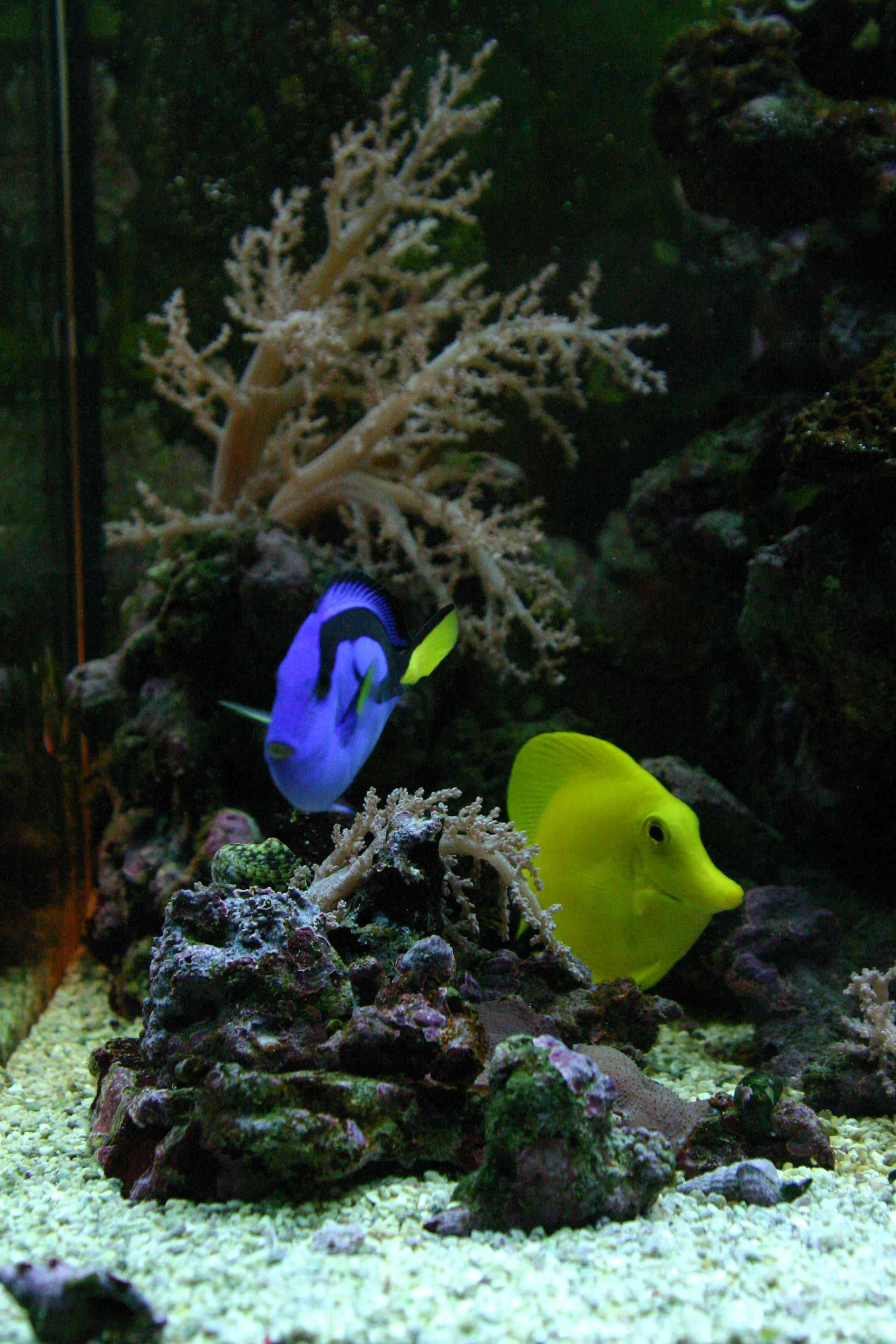
Zebrasoma flavescens con Paracanthurus hepatus.

El pez cirujano amarillo (Zebrasoma flavescens) es un pez cirujano, de la familia de los Acantúridos. Es uno de los peces marinos más populares, resistentes y solicitados en acuariofilia. Es un ágil y vistoso nadador, además de sociable con la mayoría de habitantes del arrecife, a excepción de machos territoriales de su misma especie. 

## Morfología
Su forma es de punta de flecha, ya que su cuerpo está comprimido lateralmente, sus aletas dorsal y ventral son del mismo tamaño, y su boca es estrecha y prominente.
Es de color amarillo limón luminoso y, como todos los peces cirujanos, tiene 2 espinas extraíbles a cada lado de la aleta caudal, las cuales se supone que son usadas para defenderse de otros peces.
Esta especie alcanza los 25 cm de largo.

## Hábitat y distribución
Vive solitario, por parejas y en grupos sueltos en lagunas y a lo largo de arrecifes exteriores. Suele ubicarse en las partes sombreadas de los arrecifes, entre los 2 y 40 metros de profundidad.
Se distribuye en el Océano Pacífico. Es nativo de Guam, Hawái, Japón, las Islas Marshall, los Estados Federados de Micronesia, las Islas Marianas, Palaos, Filipinas y la República de China, entre otros.

## Alimentación
En estado silvestre, se alimenta principalmente de plancton, algas filamentosas y varias macroalgas. Su alimentación principal es herbívora, de tal modo que, en acuariofilia es una de las especies utilizadas para el control de algas por medios naturales.

## Reproducción
Es ovíparo y usualmente desova en grupo, pero se ha observado también desove por parejas, dónde el macho territorial corteja a hembras al paso, desovando consecutivamente con cada una de ellas. El desove sucede alrededor de la luna llena, estando sometido a la periodicidad del ciclo lunar.

## Mantenimiento
La iluminación deberá ser necesariamente intensa para que pueda desarrollarse la colonia de algas suficiente de la que se alimenta. Además, requiere mantener un buen número de roca viva entre la decoración del acuario, con suficientes escondrijos.
Al igual que el resto de especies de cirujanos, son muy sensibles a determinadas enfermedades relacionadas con la piel. Es recomendable la utilización de esterilizadores ultravioleta para la eliminación de las plagas patógenas.
Aunque es herbívoro, acepta tanto artemia y mysis congelados, como alimentos disecados. Se puede mantener en acuarios superiores de 200 litros y a lo largo del crecimiento del animal, es recomendable aumentar el espacio.